# Абашкин, Василий Тимофеевич
Василий Тимофеевич Абашкин (24 апреля 1899 — 1 июня 1962) — генерал-майор ВС СССР (11 июля 1945), начальник Ленинградского пехотного училища в 1950—1953 годах.

## Биография
Родился 24 апреля 1899 года в Туле. Русский, член ВКП(б) с 1938 года. В РККА с 19 марта 1919 года, участник Гражданской войны в России. Был командиром взвода, роты и батальона. Окончил Тульские пехотные курсы в 1920 году и Владикавказскую пехотную школу командного состава экстерном в 1925 году. В 1930 году окончил стрелково-тактические курсы усовершенствования командного состава «Выстрел», с декабря 1931 года — начальник штаба стрелкового полка. В 1936 году окончил Высшие стрелково-тактические Краснознамённые курсы усовершенствования офицерского состава пехоты «Выстрел» и был назначен командиром батальона курсантов Ленинградского пехотного училища.
В 1939 году окончил Военную академию имени М. В. Фрунзе, в 1940 году назначен начальником оперативного отдела штаба стрелкового корпуса. С января 1941 года начальник штаба стрелковой дивизии, с августа 1941 года — заместитель начальника штаба и начальник оперативного отдела штаба 52-й и 4-й армии. Участник операции по прорыву линии обороны противника на реке Волхов и боях за Киришский плацдарм в 1942—1943 годах. В период оборонительных боёв на р. Волхов личной рекогносцировкой и посещением боевых порядков войск способствовал успешному расширению плацдарма на западном берегу реки. Выезжая лично в войска в период преследования противника в районе Кириши правильно и своевременной постановкой задач войскам способствовал успешному продвижению войск правого крыла 4-й армии. С 15 октября 1944 года начальник штаба 112-го стрелкового корпуса.  Участник боёв за освобождение Эстонии на реке Эмайыги и боёв за освобождение Риги в 1944 году. Во время операции за овладение г. Рига полковник Абашкин, временно командуя 112-м стрелковым корпусом, умелым управлением добился выполнения корпусом боевой задачи.
В 1949 году окончил Высшие академические курсы при Высшей военной академии имени К. Е. Ворошилова. С 18 апреля 1950 по 27 апреля 1953 года — начальник Ленинградского пехотного училища. С 27 апреля 1953 года — начальник кафедры истории военного искусства и военных дисциплин Государственного института физической культуры и спорта имени П.Ф. Лезгафта. В отставке с 31 октября 1957 года.
Жена — Абашкина Роза Феликсовна (24 апреля 1909—22 января 1995).
Умер 1 июня 1962 года в Ленинграде. Похоронен на Серафимовском кладбище.

## Награды
- Орден Ленина (21 февраля 1945) — за долголетнюю и безупречную службу в Красной Армии[10]
- Орден Красного Знамени (четырежды)
  - 15 февраля 1944 — за образцовое выполнение боевых заданий Командования на фронте борьбы с немецкими захватчиками и проявленные при этом доблесть и мужество (представлен к Ордену Отечественной войны I степени)[3]
  - 3 ноября 1944 — за долголетнюю и безупречную службу в Красной Армии[11]
  - 6 июня 1945 — за образцовое выполнение боевых заданий Командования на фронте борьбы с немецкими захватчиками и проявленные при этом доблесть и мужество[5]
  - 20 июня 1949 — за долголетнюю и безупречную службу в Вооружённых силах Союза ССР[12]
- Орден Отечественной войны I степени (14 октября 1944) — за образцовое выполнение боевых заданий Командования на фронте борьбы с немецкими захватчиками и проявленные при этом доблесть и мужество[2]
- Медаль «За оборону Ленинграда» (22 декабря 1942)[1] (акт вручения от 13 октября 1944 года)[13]
- Медаль «За победу над Германией в Великой Отечественной войне 1941—1945 гг.»[1] (9 мая 1945)[14][15]
- Юбилейная медаль «XX лет Рабоче-Крестьянской Красной Армии» (22 февраля 1938)[1]
- Медаль «30 лет Советской Армии и Флота» (22 февраля 1948)[1]
- Медаль «40 лет Вооружённых Сил СССР» (22 февраля 1958)[1]